# Нигер на летних Олимпийских играх 1992
Нигер принимал участие в Летних Олимпийских играх 1992 года в Барселоне (Испания) в шестой раз за свою историю, но не завоевал ни одной медали. Сборную страны представляли трое мужчин в одном виде спорта.

## Состав и результаты

### Лёгкая атлетика
Мужчины
Беговые дисциплины
| Спортсмен      | Соревнование | Предварительный раунд | Предварительный раунд | Четвертьфинал | Четвертьфинал | Полуфинал | Полуфинал | Финал     | Финал     |
| Спортсмен      | Соревнование | Результат             | Место                 | Результат     | Место         | Результат | Место     | Результат | Место     |
| -------------- | ------------ | --------------------- | --------------------- | ------------- | ------------- | --------- | --------- | --------- | --------- |
| Хассан Иллиасу | 100 м        | 10.73                 | 5                     | Не прошёл     | Не прошёл     | Не прошёл | Не прошёл | Не прошёл | Не прошёл |
| Бурейма Кимба  | 200 м        | 22.49                 | 8                     | Не прошёл     | Не прошёл     | Не прошёл | Не прошёл | Не прошёл | Не прошёл |
| Абду Манзо     | Марафон      | н/д                   | н/д                   | н/д           | н/д           | н/д       | н/д       | 2:31:15   | 67        |